# Tîmanivka, Tulciîn
Tîmanivka (în ucraineană Тиманівка) este o comună în raionul Tulciîn, regiunea Vinnița, Ucraina, formată numai din satul de reședință.

## Demografie
Componența lingvistică a satului Tîmanivka
     Ucraineană (98,97%)
     Alte limbi (1,02%)
Conform recensământului din 2001, majoritatea populației satului Tîmanivka era vorbitoare de ucraineană (98,97%), existând în minoritate și vorbitori de alte limbi.